# Idalka
Idalka je první, jednoaktová opera českého skladatele Františka Neumanna. Německé libreto k ní napsal (zřejmě pseudonymní autor) Vittorio di Dio. Opera vznikla v době náhlého triumfu veristických děl jako Sedlák kavalír Pietra Mascagniho a Komedianti Ruggera Leoncavalla, které vyvolaly v Německu vliv řady epigonských děl (např. Mara Ferdinanda Hummela, 1893), mezi něž lze Neumannovu Idalku zařadit. Podobně jako u uvedených děl se jedná o krvavý příběh ze života soudobých nižších vrstev, v tomto případě velmi stereotypně vyobrazeného romského prostředí.
Opera měla premiéru 5. listopadu 1895 v Berlíně, avšak nikoli jevištně, ale jen v koncertní podobě, a to v sále Deutsches Hof v podání sboru vedeného sbormistrem Otto Balkem a orchestru Neues Sinfonie-Orchester řízeného dirigentem Zimmerem. Přítomné obecenstvo přijalo prvotinu mladého skladatele příznivě, avšak tisk (Berliner Tagblatt) se domníval, že hudba byla při vší technické zručnosti příliš odposlouchaná z jiných děl a že Neumannovi v Idalce chyběla hudební charakterizace postav i prostředí.
Klavírní výtah Idalky vyšel v berlínském Weberově nakladatelství roku 1894.

## Osoby
| osoba                               | hlasový obor | premiéra (5. listopadu 1895) |
| ----------------------------------- | ------------ | ---------------------------- |
| Markowno, syn ruského hraběte       | tenor        | …                            |
| Bôrjacz, cikánský hejtman           | bas          | Bornemann                    |
| Idalka, jeho dcera                  | soprán       | …                            |
| Âdorjan, cikán                      | baryton      | Eweyk                        |
| Setâna, jeho matka                  | alt          | …                            |
| Cikáni, dřevorubci, sedláci a selky |              |                              |

## Děj opery
(Mýtina v zasněženém smrkovém lese v Rusku, cikánský tábor) Kolem tábora prochází skupina dřevorubců (sbor Zwar müh'voll nur ist uns'res Lebens Ringen). Cikánskému náčelníkovi Bôrjaczovi vyčítá stará cikánka Setâna, že svůj lid zavedl do tohoto chladného a nehostinného kraje, kde musí hladovět; zásoby potravin již došly. Vysmívá se mu, že sem na sever cikány dovedl jen z popudu své dcery Idalky. Bôrjacz to přiznává – jeho nebožka žena, znalá věšteb a kouzel, před smrtí Bôrjaczovi prorokovala, že bude-li se řídit Idalčinými radami, nebudou mít starosti ani nouzi, ale opovrhne-li jimi, stane se neštěstí. Setâna chce Idalku vzbudit, ale její stan je prázdný. Setânin syn Âdorjan, Idalčin milenec, ji viděl včera večer odcházet pro nové zásoby. Bôrjacz se dohaduje, že šla poprosit o pomoc místního hraběte; Setâna se domnívá, že na ni hrabě pošle psy, zatímco Âdarjan má naopak strach, že hrabě přijme pohlednou cikánku až příliš vlídně.
Skupina sedláků jde kolem tábora, hrozí cikánům a jde si na ně stěžovat na zámek (sbor Wo wollt ihr hin so früh am Morgen?). Jen odejdou, vrací se Idalka ověšená pokradenou drůbeží. Vypráví otci, že v noci navštívila hraběcí dům a (vedle kurníku) přímo ložnici jeho synů. Z nich jeden se jí zalíbil a ihned se do něj zamilovala. Pozorovala ho, jak líbá svůj prsten, a když usnul, stáhla mu ho z prstu a teď na něk čeká, protože koho miluje, toho nepustí (árie Du weisst, ich bin Dein flinkes Kind… trotz Kälte und Eis).
Sedláci se vracejí spokojeni: hrabě jim přislíbil, že ještě dnes budou muset cikáni odtáhnout. Idalka jim zpívá píseň o útrapách kočovného života (píseň se sborem Kränkt nie ein Herz, das heimatlos), jež sedláky dojme tak, že jsou ochotni cikány ještě chvíli strpět. Âdorjan pak prosí Idalku, aby dala pokyn k odchodu na jih, ale ta to hrdě odmítá. Tvrdí Âdorjanovi, že k němu nikdy skutečnou lásku necítila, třebaže mu slibovala lásku až za hrob. Ale teď se zamilovala a chce zůstat zde, ač jí to všichni ostatní cikáni vymlouvají (tercet Idalky, Âdorjana a Bôrjacze se sborem Idalka! O hör' mein heisses Flehen).
Do tábora přichází Markowno, syn hraběte, aby cikánům vyřídil rozkaz svého otce: ihned mají jeho panství opustit a dostat za to trochu peněz. Na Bôrjaczův pokyn se všichni sbírají, ale Idalka trvá na tom, že ona zůstane. Když se jí Markowno ptá po příčině, Idalka odpovídá: „Protože tě miluji!“ Markowno, nemile překvapený tím, že jej sledovala, ji nazve nestydatou děvkou. Âdorjan jej za to chce zabít, ale na Idalčin pokyn mladého hraběte jen sváží a seberou mu peníze, tak jako tak určené pro ně. Cikáni se přes Idalčiny protesty připravují k rychlému odchodu, zatímco bezmocný Markowno jim spílá a hrozí otcovou odplatou (ansámbl Bôrjacze, Idalky, Âdorjana, Markowna a Setâny se sborem Idalka auf! Jetzt nur nich zagen).
Žárlivý Âdorjan hrozí Idalce pistolí, již uzmul Markownovi, ale ta se neleká a Âdorjan couvne. Pak se Idalka naoko rozhoduje přece jen odtáhnout s ostatními (a zapěje znovu svou píseň). Cikáni odcházejí, spoutaný Markowno jim hrozí pomstou (pochod cikánů). O samotě se pak bojí, že zmrzne, a vzpomíná na svou snoubenku Sašu, jejíž prsten – zástavu lásky dnes nevysvětlitelně ztratil (melodram Sie zogen fort, ich blieb allein). Idalka se sama vrací, aby ho osvobodila pod podmínkou, že ji bude milovat. Markowno – v přesvědčení, že slib vynucený vydíráním nemusí splnit – slibuje a Idalka mu sundává pouta. varuje ho však, před pomstou své nebožky matky, která Markowna stihne, pokud by se slibu zpronevěřil (duet Ich kam zurück Dich zu befreien a Idalčina árie Hör meiner Mutter letztes Wort). Ale když markošno u Idalky uvidí svůj prsten, neubrání se vzpomínce na Sašu a Idalka hned tuší, že na ně oba dopadne matčina kletba. Markowno se modlí k obrazu Panny Marie na stromě, a když ho Idalka vybízí, aby s ní uprchl, chce po ní Markowno jen snoubenčin prsten a pak ať Idalka táhne. Âdorjan se vrací pro Idalku a nejprve vyhrožuje Markownovi. Ale když ho Markowno ujistí, že má jinou nevěstu a s Idalkou nechce nic mít, propouští ho Âdorjan za slib, že on a Idalka mohou v klidu odejít (tercet Mutter Maria, o hab Erbarmen).
Idalka předstírá, že svoluje, ale lstí si na Âdorjanovi vymůže nůž, aby se mohla pomstít, a posílá ho napřed. Markowno po ní stále chce svůj prsten. Idalka po něm stále žádá lásku pod pohrůžkou kletby a prsten prý může získat zpět jen přes její mrtvolu. Když jí ho chce Markowno sebrat násilím, vytáhne na něho Idalka nůž, ale je to Markowno, kdo v potyčce Idalku smrtelně zraní (scéna-duet Idalka, gieb mir den Ring zurück). Vrací se Âdorjan, a když se dovtípí, co se odehrálo, zastřelí Markowna a pak se vydává do rukou přispěchavších sedláků. Starý Bôrjacz klesá nad mrtvolou své dcery (finále Idalka! Zum letztenmal!).